# Жо Соарес
Жозе Эужениу Соарес (порт. José Eugênio Soares, более известный как Жо Соарес или просто Жо; 16 января 1938, Рио-де-Жанейро — 5 августа 2022, Сан-Паулу) — бразильский комик, телеведущий, писатель, театральный актёр и музыкант.

## Биография
Родился в 1938 году в семье Орландо Соареса и Мерседис Леал. Учился в Колледже Святого Бенедикта (Рио-де-Жанейро), швейцарской Лозанне и США. После возвращения в Рио-де-Жанейро Жозе работал на TV Rio, где писал тексты для шоу. В 1959 году сыграл роль американского шпиона в фильме Карлуса Манго O Homem do Sputnik. В 60-х годах стал известен в Бразилии как юморист (Cine Jô, Jô Show и другие) и редактор телевизионных шоу (Três é demais). В 1970 году Соарес начал работать в компании Globo. С 1988 года вёл шоу Jô Soares Onze e Meia на SBT, пока в 2000 году не вернулся обратно в Глобу, где возобновил своё шоу под новым названием — Programa do Jô.

## Личная жизнь
От первого брака у Жозе родился сын Рафаэл Соарес (1964), больной аутизмом.

## Фильмография
- 1958 — Pé na Tábua
- 1959 — Aí Vêm os Cadetes
- 1959 — O Homem do Sputnik
- 1960 — Vai que É Mole
- 1960 — Tudo Legal
- 1965 — Pluft, o Fantasminha
- 1965 — Ceará contra 007
- 1968 — Hitler III Mundo
- 1968 — Papai Trapalhão
- 1969 — Agnaldo, Perigo à Vista
- 1969 — A Mulher de Todos
- 1971 — Nenê Bandalho
- 1973 — Amante muito Louca
- 1976 — O Pai do Povo
- 1979 — Tangarela, a Tanga de Cristal
- 1986 — Cidade Oculta
- 1995 — Sábado
- 2001 — O Xangô de Baker Street
- 2003 — Person
- 2004 — A Dona da História
- 2013 — Giovanni Improtta

## Программы
На Глобу:
- 1970—1972: Faça Humor, Não Faça Guerra
- 1972—1975: Satiricom
- 1976—1981: Planeta dos Homens
- 1981—1987: Viva o Gordo
- 2000-наст. время: Programa do Jô

На SBT:
- 1988—1990: Veja o Gordo
- 1988—1999: Jô Soares Onze e Meia